# Castello di Pietragemella
Il castello di Pietragemella era un maniero medievale, che sorgeva su uno sperone ofiolitico nei pressi di Cogno di Grezzo, frazione di Bardi, in provincia di Parma.

## Storia
La più antica testimonianza dell'esistenza di un castello a Pietragemella risale al 1135, quando fu attaccato dalle truppe del Comune di Piacenza; nel 1140 i piacentini convinsero Gherardo da Cornazzano, che ne era proprietario, a cederlo loro, in cambio della vicina corte di Grecio e di altri beni in città, allo scopo di demolirlo.
Nel 1216 Lanfranco da Cornazzano alienò tutti i diritti su Pietragemella al marchese Guglielmo Pallavicino, che li rivendette nello stesso anno al conte Alberico Landi.
In seguito il maniero fu abbandonato e cadde in degrado; nel 1617 era già in rovina, mentre alla fine del XIX secolo ne sopravvivevano ancora i ruderi, successivamente completamente scomparsi.